# Jean Désiré de Fiennes
Pour les articles homonymes, voir Fiennes (homonymie).
Jean Désiré de Fiennes, né à Anderlecht le 8 octobre 1800 et mort au même lieu le 11 novembre 1879, est un peintre qui s'illustre dans les scènes de genre et la peinture d'histoire. Il est également un homme politique belge, devenu bourgmestre d'Anderlecht.

## Biographie
Jean Désiré de Fiennes, fils de Jean Joseph de Fiennes, percepteur employé à l'administration centrale du département de la Dyle, et de Catherine Alexander, est né rue de Flandre à Anderlecht en 1800.
Elève de Joseph Paelinck et des académies de Bruxelles et d'Amsterdam, Jean Désiré de Fiennes œuvre comme peintre d'histoire et de scènes de genre. Le 1er novembre 1824, son Œdipe se livrant au désespoir obtient le premier prix de peinture de figures demi-nature à la Société royale des Beaux-Arts de Bruxelles, organisatrice du Salon de Bruxelles,. Il remporte ensuite le grand prix académique de peinture au concours de 1825 à Amsterdam. Cette distinction est assortie d'une bourse de 1 200 florins lui permettant de parfaire sa formation à Rome de février 1826 à 1828, ainsi qu'à Naples, en 1829. De retour en Belgique, il expose à Anvers (1829), puis à Bruxelles (1830). Jusqu'en 1839, de Fiennes expose régulièrement aux salons triennaux de peinture bruxellois des tableaux aux sujets classiques et bibliques dans le style néo-classique et des sujets d'histoire nationale dans le genre troubadour.
Sur le plan privé, Jean Désiré de Fiennes épouse à Anderlecht où il réside, le 2 novembre 1837, Marie Anne Hortense Cirez, une Bruxelloise de 24 ans.
À la fin de sa vie, Jean Désiré de Fiennes poursuit également une carrière politique. Le 4 juillet 1862, il devient bourgmestre d'Anderlecht comme successeur de Guillaume Hoorickx, mort quatre mois plus tôt. Il exerce son mandat de bourgmestre jusqu'en 1872, avant de devenir conseiller communal jusqu'en 1878.
Il meurt à l'âge de 79 ans, le 11 novembre 1879, en son domicile, rue Napoléon à Anderlecht.

## Œuvres
Sélection d'œuvres :
- 1824 : Œdipe se livrant au désespoir ;
- 1827 : Télémaque et Mentor sur l'île Calypso ;
- 1827 : Oreste à l'urne de son père ;
- 1827 : Un mendiant romain avec un enfant malade ;
- 1828 : Tobie montrant la lumière à son père, exposé au salon d'Anvers de 1828 ;
- 1828 : Un bandit blessé, exposé au salon d'Anvers de 1828 ;
- 1829 : Flore recevant un panier de fleurs des mains de Ganic ;
- 1830 : Faune, Bacchante et mendiant avec un enfant, exposé au salon de Bruxelles de 1830 ;
- 1833 : La piété filiale, exposé au salon de Bruxelles de 1833 ;
- 1833 : Une bonne mère, exposé au salon de Bruxelles de 1833 ;
- 1836 : La mort du comte d'Egmont, exposé au salon de Bruxelles de 1836 ;
- 1839 : Esther Wharncliff, exposé au salon de Bruxelles de 1839 ;
- 1842 : Une bacchante, exposé au salon de Bruxelles de 1842 ;
- 1848 : Un braconnier.

## Honneurs
En 1872, une rue d'Anderlecht est dénommée « rue de Fiennes » en hommage au bourgmestre qui terminait son mandat électoral.